# Palazzo Marcello del Majno

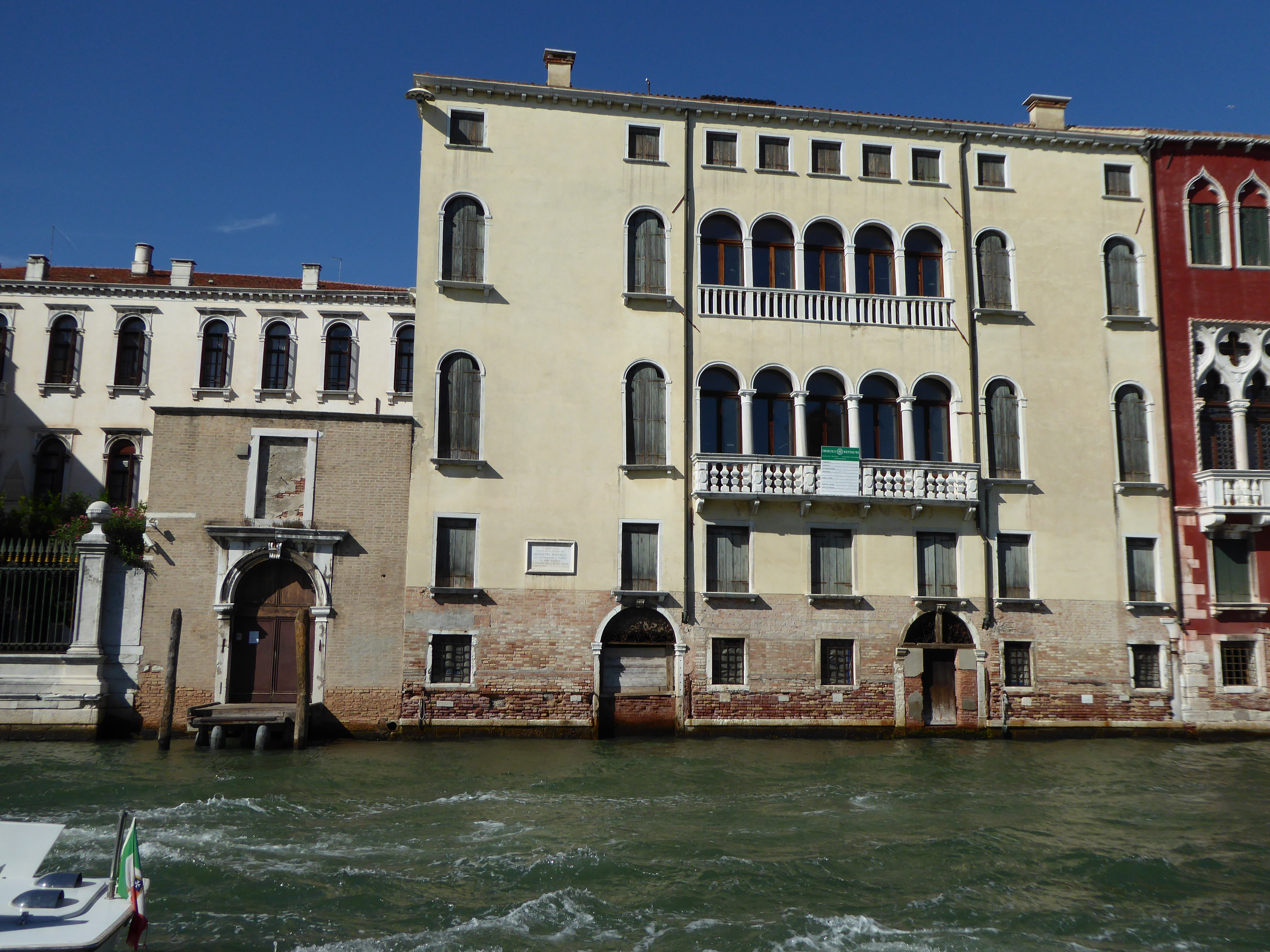
Palazzo Marcello del Majno

Palazzo Marcello del Majno, auch Palazzo Marcello alla Maddalena, ist ein Palast in Venedig in der italienischen Region Venetien. Er liegt im Sestiere Cannaregio mit Blick auf den Canal Grande zwischen dem Palazzo Vendramin-Calergi und dem Palazzo Molin Erizzo.

## Geschichte
Mitte des 15. Jahrhunderts gehörte der Palast der Familie Molin della Maddalena und wurde damals nur mit einem Hauptgeschoss (und einem Erd- und einem Mezzaningeschoss) errichtet. 1517 fiel er durch Heirat von Marco Antonio Marcello mit Caterina Molin di Nadalin an die Familie Marcello. Ende des 17. Jahrhunderts wurde er auf Basis des alten Gebäudes neu gebaut.
In diesem Palast wurde 1603 der spätere Kapitän zur See Lorenzo Marcello geboren und 1686 der Komponist Benedetto Marcello. Der britische Schriftsteller Frederick Rolfe lebte im Palazzo Marcello del Majno und starb dort am 25. Oktober 1913 an einem Herzinfarkt.

## Beschreibung
In den beiden Hauptgeschossen hat der Palast je ein fünffach-Rundbogenfenster, flankiert von je zwei Paaren gleichartiger Einzelfenster. Damit zeigt der Palast die traditionelle Dreiteilung der Fassade. Die Tatsache, dass es im Erdgeschoss zwei Portale zum Wasser gibt, lässt darauf schließen, dass dort zwei Familien gelebt haben.